# 사카모토 카오리
사카모토 카오리(일본어: 坂本 花織 사카모토 가오리[*], 2000년 4월 9일~)는 일본의 피겨스케이팅 선수이다. 2018년 4대륙 선수권 대회에서 우승했으며, 2022년 동계 올림픽에서 여자 싱글과 단체전 동메달을 획득했다. 베이징 동계 올림픽 이후 열린 2022년 세계 선수권 대회에서 아사다 마오(2014년) 이후 8년 만에 세계 선수권 대회에서 우승을 차지했다. 첫 세계 선수권 대회 우승 이후 2023년 세계 선수권 대회와 2024년 세계 선수권 대회에서 연속으로 우승을 달성하면서 일본 피겨스케이팅 선수로는 최초로 세계 선수권 대회 2연패와 3연패를 달성했다.

## 어린 시절과 개인사
사카모토는 2000년 효고현 고베에서 3녀 중 막내로 태어났다. 사카모토의 아버지는 경찰관으로 일했으며 2019년에 퇴직했다. 2003년에 방영된 NHK 연속 TV 소설 《테루테루 가족》에서 주인공의 언니가 피겨스케이팅 선수인 것을 보고 피겨스케이팅에 관심을 가지기 시작했으며, 1년 후인 4세 때 본격적으로 피겨스케이팅을 배우기 시작했다.
사카모토는 고베 시립 나기사 중학교와 고베 노다 고등학교, 고베가쿠인대학을 졸업했다.